# Jackie Greene

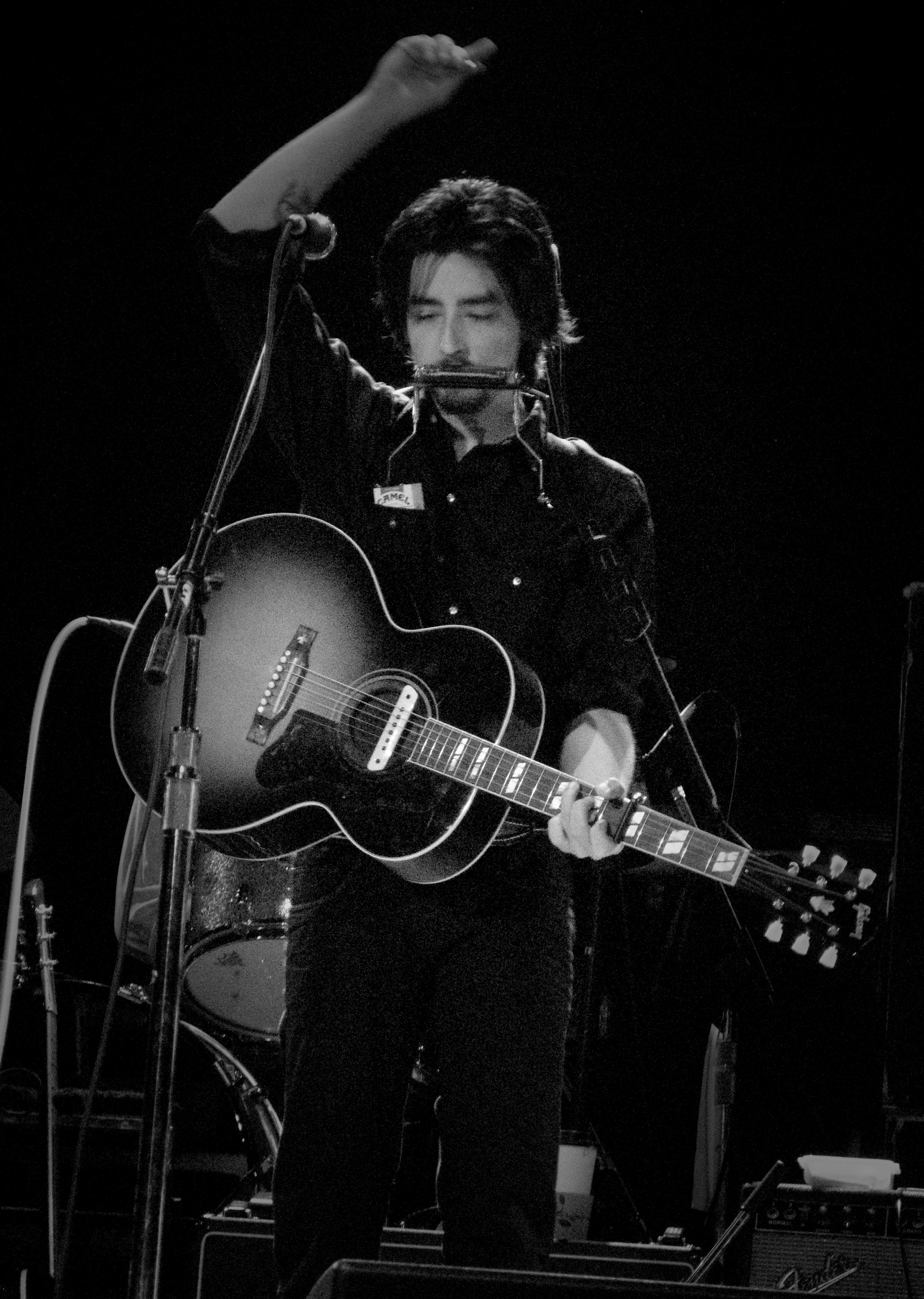
Jackie Greene em concerto nos EUA.

Jackie Greene (Salinas, 27 de novembro de 1980) é um cantor, compositor e músico estadunidense. Ele também foi membro da banda The Black Crowes, que terminou em 2015.

## Biografia
Greene nasceu em Salinas, Califórnia, e se interessou por música desde cedo, começando a tocar piano. Aos 14 anos, Jackie aprendeu a tocar violão no colégio. Em pouco tempo, ele começara a tocar em bares e localidades. Seu primeiro disco Gone Wanderin' foi lançado em 2002 e ganhou o prêmio de melhor álbum de blues no Californian Music Award em 2003.
Em 2004, Greene lançou o álbum Sweet Somewhere Bound e começou a se tornar mais conhecido. Em 2005, ele assinou contrato com o selo Verve Forecast, que relançou o disco. Neste mesmo ano, uma música sua "I Will Never Let You Go" foi incluída na trilha do filme Brokeback Mountain.
Seu quarto álbum saiu em 2006, intitulado American Myth. Já o disco Giving Up The Ghost foi lançado em 2008 pela 429 Records. Seu álbum mais recente Back to Birth saiu em 2015 e atingiu o #5 do Heatseekers Albums Chart da Billboard.

## Discografia
Álbuns
- Rusty Nails (2001)
- Gone Wanderin' (2002)
- Sweet Somewhere Bound (2004)
- American Myth (2006)
- Giving Up the Ghost (2008)
- Till the Light Comes (2010)
- Back to Birth (2015)

EPs
- Live On Your Radio (Coast to Coast) (2008)
- Small Tempest (2009)
- The Modern Lives – Vol 1 (2017)
- The Modern Lives – Vol 2 (2018)

Aparições
- Brokeback Mountain: Original Soundtrack (2005)
- Endless Highway: The Music of The Band (2007)